# 자연은
자연은이란 웅진식품 산하의 음료 브랜드이다.

## 제품 목록

### 자연은
과일명 옆의 n일은 생육일수이며, 주스의 원료가 되는 과일과 야채가 가장 맛있게 숙성되기까지의 기간을 의미한다고 한다.
- 790일 알로에
- 90일 토마토
- 365일 오렌지
- 210일 제주감귤
- 140일 포도
- 170일 사과
- 196일 석류
- 130일 당근
- 450일 복분자
- 70일 망고
- 120일 블루베리
- 140일 청포도
- 170일 배
- 고칼슘 오렌지 100

### 자연은 지중해 햇살
1L 페트병 하나에 오렌지가 10개 이상 (오렌지 1개 300g 기준), 포도가 5송이 이상 (포도 1송이 300g 기준) 들어간다.
- 오렌지
- 포도

### 자연은 데일리-톡
- 자몽알로에
- 망고알로에
- 브로콜리
- 적양배추

### 자연은 잘자란 유기농
어린이 전용 주스 브랜드이며, 포장이 팩으로 되어 있다.
- 오렌지
- 포도

## 논란 및 사고
2015년, 자연은 90일 토마토 340ml 페트병 제품에서 의문의 신맛이 발생했고, 소비자 민원이 7건 이상 접수된 적이 있었다. 회사 관계자는 유통 과정에서 충격을 받아 밀봉 상태에 이상이 생겼고, 그 과정에서 공기가 유입되며 산화됐을 수 있다는 입장을 밝혔다.

## 수상 이력
| 연도        | 수상 부문                  | 비고                                                         |
| ----------- | -------------------------- | ------------------------------------------------------------ |
| 2004 ~ 2015 | 대한민국 퍼스트브랜드 대상 | 브랜드 탄생 이래 11년 연속 수상                              |
| 2015        | 2015 올해의 브랜드 대상    | 한국소비자브랜드위원회 주최 한국경제신문 한국소비자포럼 주관 |